# Krister Andersson (musiker)
Krister Andersson, folkbokförd Sigvard Jahn Christer Andersson, född 3 maj 1951 i Eskilstuna, är svensk tenorsaxofonist och klarinettist.
Andersson är från början utbildad till klarinettist vid solistlinjen på Kungliga Musikhögskolan i Stockholm. Under den tidiga delen av 1970-talet medverkade han i "Världsorkestern", The Jeunesses Musicales World Orchestra, som soloklarinettist under ledning av dirigenten Leonard Bernstein och klassades redan vid den tiden som musikaliskt underbarn. Han har vid två tillfällen tilldelats jazztidskriften Orkesterjournalens Gyllene skiva för bästa jazzinspelning. Andersson har också tilldelats utmärkelser såsom Christer Boustedts och Börje Fredrikssons stipendier.
Trots framgångarna som klarinettist var det som saxofonist han gjorde sig känd under senare delen av 1970-talet, när han var verksam i Umeå och spelade tenorsaxofon med Umeå Big Band. I Stockholmstrakten ingick han senare i Gugge Hedrenius band innan han 1979 blev medlem i Egil Johansens JAZZ INC. Han har spelat med Kungliga Hovkapellet, Uppsala Kammarsolister, Frösunda blåsarkvintett, Norrlandsoperan, Radiojazzgruppen och Sandviken Big Band samt med EGBA, Gals and Pals, Nils Lindberg, Cornelis Vreeswijk och Monica Zetterlund.
Andersson medverkar på ett stort antal jazzplattor inom Norden och i Tanglewood, USA. Han leder Krister Andersson Quartet samt medverkar som gästsolist i andra konstellationer.

## Priser och utmärkelser
- 1986 – Gyllene skivan för Krister Andersson and Friends
- 1993 – Gyllene skivan för About Time
- 1998 – Jazzkatten som ”Musiker som förtjänar större uppmärksamhet/Grand Cru”
- 2007 – Bert Levins stiftelse för jazzmusik
- 2017 – Monica Zetterlund-stipendiet

## Diskografi
- 1986 – Krister Andersson,  Krister Andersson and Friends, Dragon (skivbolag) – DRLP 113[4]

- 1993 – Krister Andersson, About Time, Flash Music, FLCD 1[5]

- 1997 – Krister Andersson & Esbjörn Svensson Trio, Intromotion, LCM Records, C-130[6]
- 2001 – Krister Andersson & Bengt Hansson, Catching The Moment,  Dragon (skivbolag), DRCD 363[7][8]